# Magazzini del sale di Lubecca

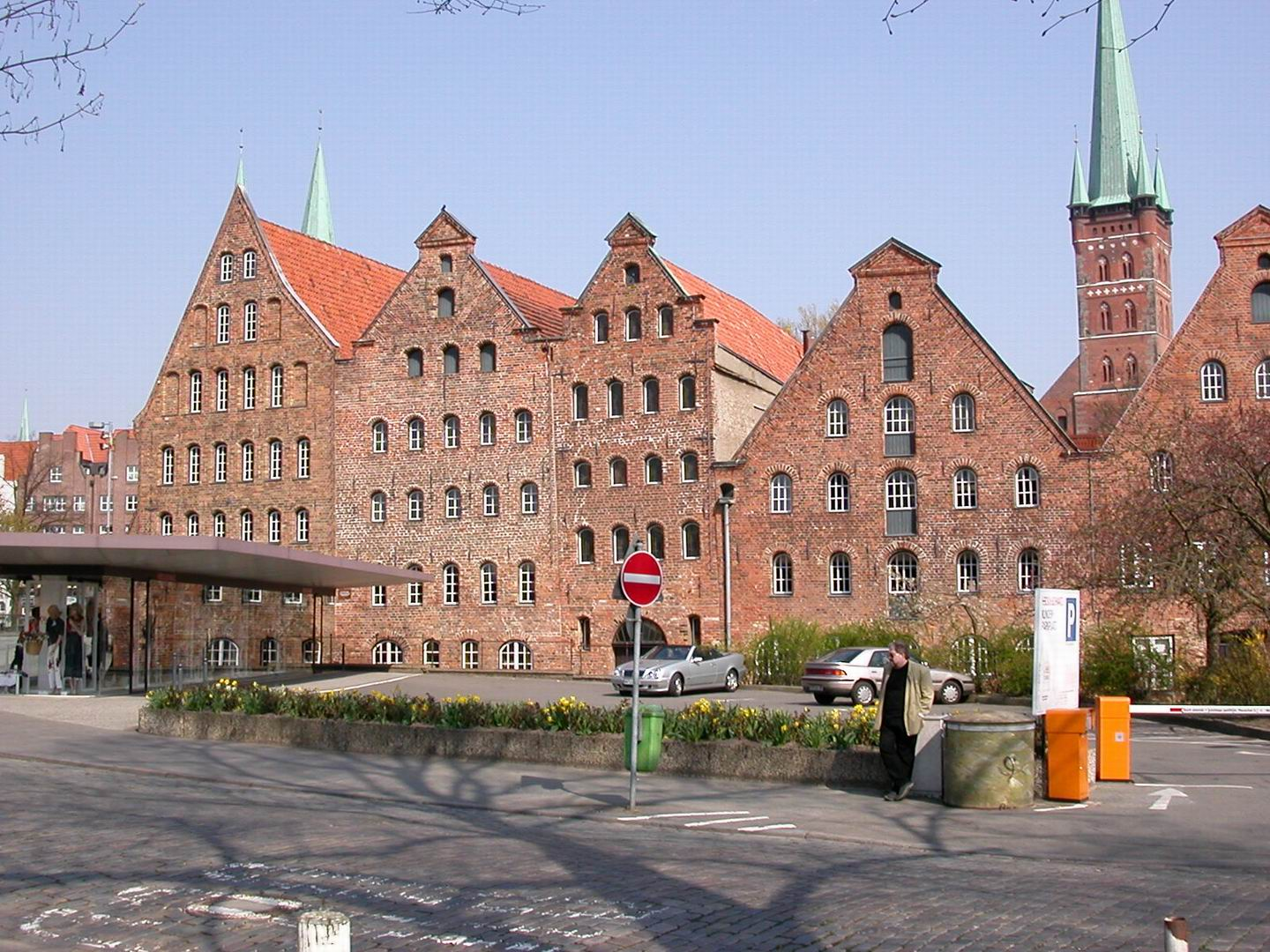
Lubecca (Schleswig-Holstein, Germania): i magazzini del sale (Salzspeicher)

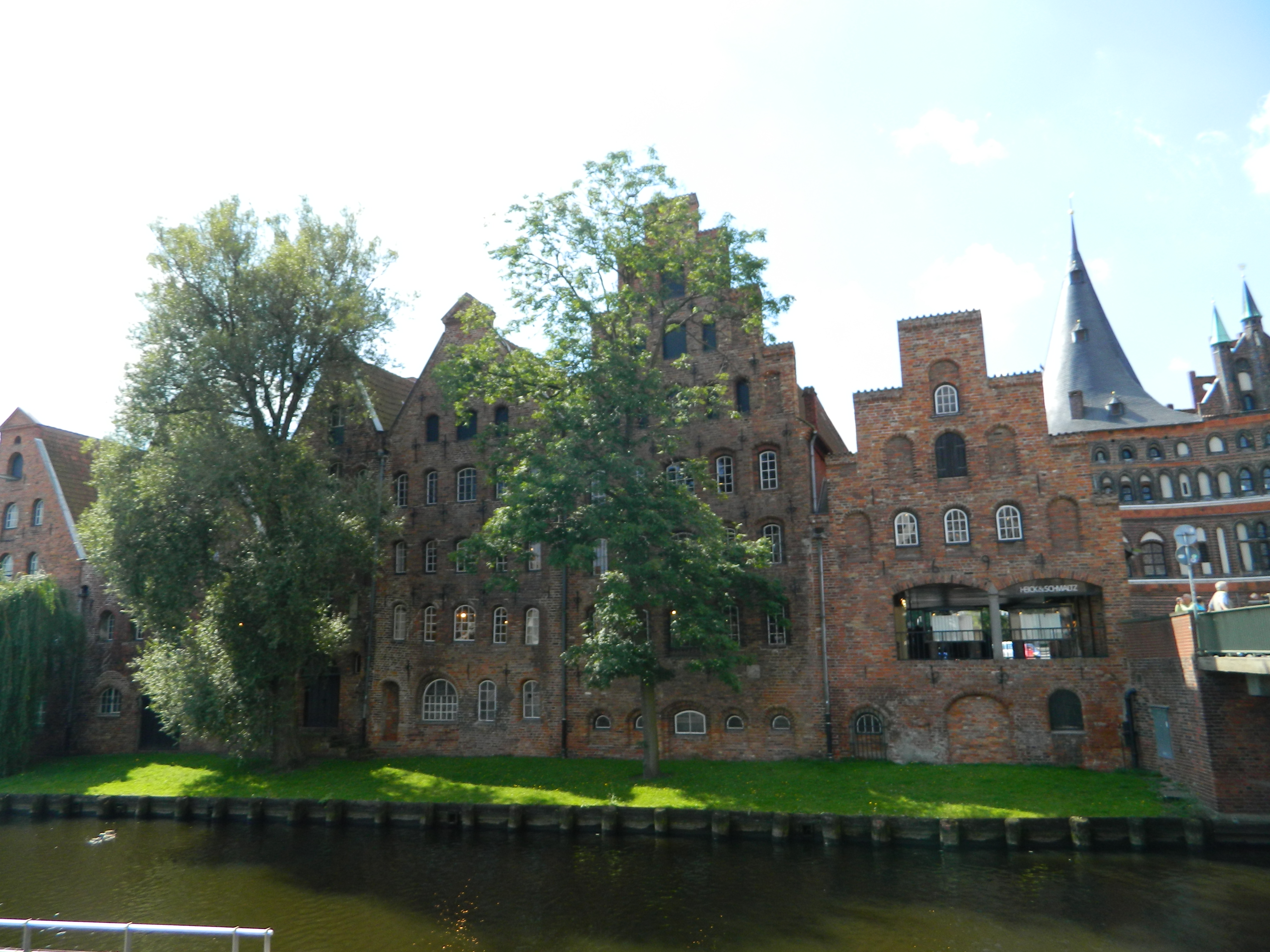
I magazzini del sale di Lubecca, che si affacciano sul fiume Trave. Sullo sfondo, si intravede la sagoma della Holstentor

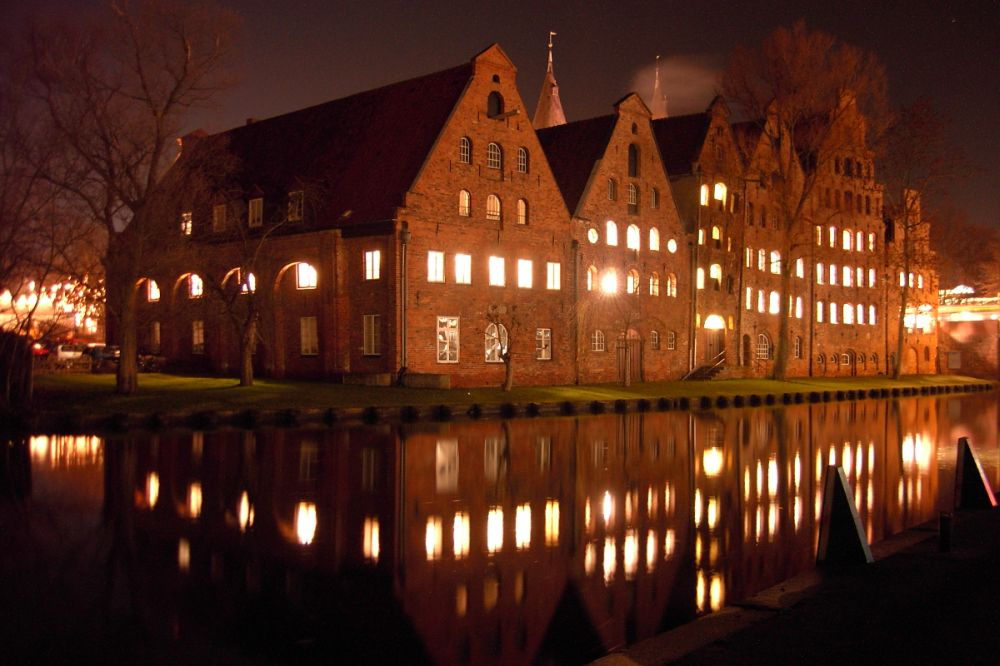
Immagine in notturna dei magazzini del sale di Lubecca

I magazzini del sale (in tedesco: Salzspeicher) sono un gruppo di sei edifici storici in stile rinascimentale baltico della città di Lubecca, nello Schleswig-Holstein (Germania nord-occidentale), costruiti tra il 1579 e il 1745.

## Storia
Di proprietà della "Saline Oldesloe" fino al 1839, venivano utilizzati per il deposito del sale (che un tempo costituiva la principale fonte di ricchezza per la zona.) proveniente da Luneburgo e che da qui prendeva la via verso la Scandinavia (soprattutto verso la Norvegia). Come tutto il resto del centro storico di Lubecca, anche questi edifici sono inclusi dall'UNESCO nel patrimonio dell'umanità.

## Ubicazione
Gli Salzspeicher si trovano lungo il corso del fiume Trave, di fianco alla Holstentor.

## Caratteristiche
Gli edifici sono costruiti in laterizio e presentano una struttura architettonica a frontoni.
I magazzini sono ordinati quasi secondo un ordine cronologico di costruzione, dal più antico, che risale al 1579 ai due più recenti, che risalgono al 1743-1745. Interrompe - per così dire - il quarto edificio della sequenza, che risale al 1600 circa e che si inserisce dopo due edifici risalenti rispettivamente al 1594 e al 1599.

## I magazzini del sale di Lubecca nel cinema e nelle fiction
- Gli Salzspeicher furono una delle location del film del 1922, diretto da Friedrich Wilhelm Murnau, Nosferatu il vampiro[2]